# Astragalus villosissimus
Astragalus villosissimus är en ärtväxtart som beskrevs av Aleksandr Andrejevitj Bunge. Astragalus villosissimus ingår i släktet vedlar, och familjen ärtväxter. Inga underarter finns listade i Catalogue of Life.